# Pseudotapnia
Pseudotapnia is een kevergeslacht uit de familie van de boktorren (Cerambycidae). De wetenschappelijke naam van het geslacht werd voor het eerst geldig gepubliceerd in 1978 door Chemsak & Linsley.

## Soorten
Pseudotapnia is monotypisch en omvat slechts de volgende soort:
- Pseudotapnia curticornis Chemsak & Linsley, 1978